# Ommatius ruficauda
Ommatius ruficauda là một loài ruồi trong họ Asilidae. Ommatius ruficauda được Curran miêu tả năm 1928. Loài này phân bố ở vùng Tân nhiệt đới.